# Dzieci Kapitana Klossa (album)
Dzieci Kapitana Klossa – album zespołu Dzieci Kapitana Klossa nagrany w styczniu 1986 w szczecińskim klubie "Trans" podczas ostatniego koncertu zespołu w latach 80. ("Pieśń o" została nagrana w 1993 przy gościnnym udziale perkusisty grupy Kult Andrzeja "Szczoty" Szymańczaka). Wydany w 1993 na nośniku kasety magnetofonowej przez wytwórnię S.P. Records. 

## Lista utworów
strona 1
1. "Tato – tato"
2. "Szare myszy"
3. "Alkohol"
4. "Sopocka plaża"
5. "Policmajster – Wihajster"

strona 2
1. "Szpital"
2. "Codzienność"
3. "Fabryka"
4. "Młodzi starcy"
5. "Ballada o"
6. "Pieśń o"

## Skład
- Olaf Deriglasoff – wokal, gitara
- Sławomir Środek – gitara basowa
- Lidia Paszkowska – perkusja
- Marcin "Stołek" Stolarski – instr. klawiszowe
- Tomasz "Pies" Bachorz – saksofon

Gościnnie:
- Andrzej "Szczota" Szymańczak – perkusja w "Pieśń o" (1993)

Realizacja:
- Wojciech Przybylski – realizacja nagrań